# Misagria divergens
Misagria divergens – gatunek ważki z rodziny ważkowatych (Libellulidae).